# Ruta 9 (Chile)
Die Ruta 9 (kurz RN 9) ist eine Fernverkehrsstraße im südamerikanischen Anden-Staat Chile. Sie trägt den Namen Ruta 9 Longitudinal. Die Ruta 9 befindet sich im Süden von Chile. Sie vereint die kontinentale Zone der Región de Magallanes y de la Antártica Chilena von Nord nach Süd. Sie entspringt im Grenzpass Paso Fronterizo Baguales Oriental auf einer Höhe von 1271 m. Sie passiert Cerro Castillo, Puerto Natales und Punta Arenas, die Ufer des Estrecho de Magallanes und endet schließlich in Fuerte Bulnes, nur einige Kilometer vom Kap Froward, dem südlichsten Punkt des südamerikanischen Festlandes. Sie hat den Status einer nationalen Längsachse.
Der Abschnitt von Baguales Oriental Estancia Las Chilenitas ist vollständig unbefestigt. Von Las Chilenitas bis zur Kommune Torres del Paine ist es eine Schotterstraße. Von letzterem Ort bis Río Amarillo (im Süden von Punta Arenas) ist sie asphaltiert. Aktuell ist auch noch der Abschnitt Río Amarillo-Fuerte Bulnes geschottert, wird aber asphaltiert.
Bedeutende Orte an der Strecke sind:
- Ruta 9 Norte (km 291,30): Cerro Castillo
- Kilometer 0,0: Plaza de Armas de Punta Arenas.
- Ruta 9 Sur (km 60): Fuerte Bulnes